# Хотовское городище
Хо́товское городи́ще — городище скифского времени (VI—IV века до н. э.), расположенное на высоком плато в селе Хотов Киево-Святошинского района Киевской области. Примыкает к исторической местности Феофания, что в Голосеевском районе Киева.
Хотовское городище — самое северное известное городище скифского времени. Имеет статус памятника археологии национального (вначале республиканского) значения с 1965 года. В 2001 и 2009 году этот статус был подтверждён новыми постановлениями. Городище внесено в Государственный реестр недвижимых памятников Украины.

## Общая характеристика

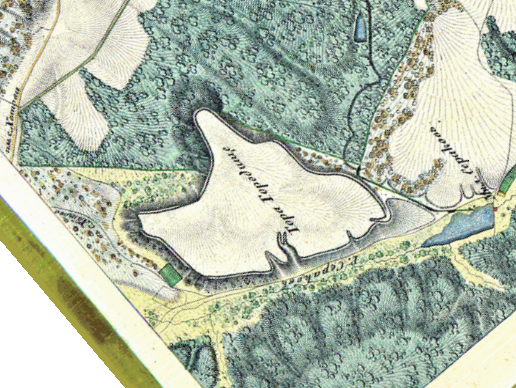
Хотовское городище («Гора Городище») на карте Главного штаба царской армии. 1842 год

Хотовское городище занимает высокое плато, почти со всех сторон ограниченное долинами ручьёв. Вдоль его южного края тянется ручей Вита, вдоль северо-восточного — ручей Стратовка, вытекающий из Феофании, а вдоль северо-западного — ныне высохший безымянный ручей (последние два рядом с городищем впадают в ручей Вита). Лишь северный выступ плато соединяется с соседними холмами.
Плато достигает высоты 168 м над уровнем моря и наклонено на юго-восток. Его длина с востока на запад — около 1 км, с севера на юг — 700 м, а площадь — 31 га. По краю этой территории был сооружён вал, а снаружи от него — и другие укрепления. Первоначальная площадь городища вместе со всеми укреплениями не установлена. Согласно рисунку В. Б. Антоновича 1870-х годов, она могла быть примерно вдвое больше площади плато. Площадь «Археологического заповедника Хотовское городище в пределах укреплений скифского времени» по документам 1979 и 2002 годов, где он включает плато с большей частью склонов (в том числе сохранившиеся на то время укрепления), составляет около 48 га.
Северо-западный и северо-восточный края плато высокие и обрывистые; южный более низкий, частично разрушен эрозией и хозяйственной деятельностью и в некоторых местах застроен. Непосредственно под ним проходит плотно застроенная улица Пироговская села Хотов. Северная часть городища (кроме самого конца северного выступа) в 2009—2010 годах была уничтожена строительством дворца с приусадебной территорией.
Культурный слой у городища один и обнаруживается не на всей площади. Лучше всего он выражен вдоль северного и западного края, где было больше всего строений. Его мощность (вне остатков сооружений) — около 25 см; по краям городища она больше, чем в центре. Этот слой составлен чернозёмом, лежащим на суглинке. Верхние 25-30 или даже 40 см почвы на протяжении многих лет распахивались, и находки из них представлены лишь редкими мелкими обломками. Под культурным слоем лежит материковый лёсс.
Хотовское городище входит в названную по его имени Хотовскую локальную группу — комплекс памятников скифской эпохи, расположенных на Правобережье Днепра между реками Ирпень и Рось. Эта группа является самым северным представителем Киево-Черкасского локального варианта таких памятников.

Общий вид городища с юга

## Укрепления

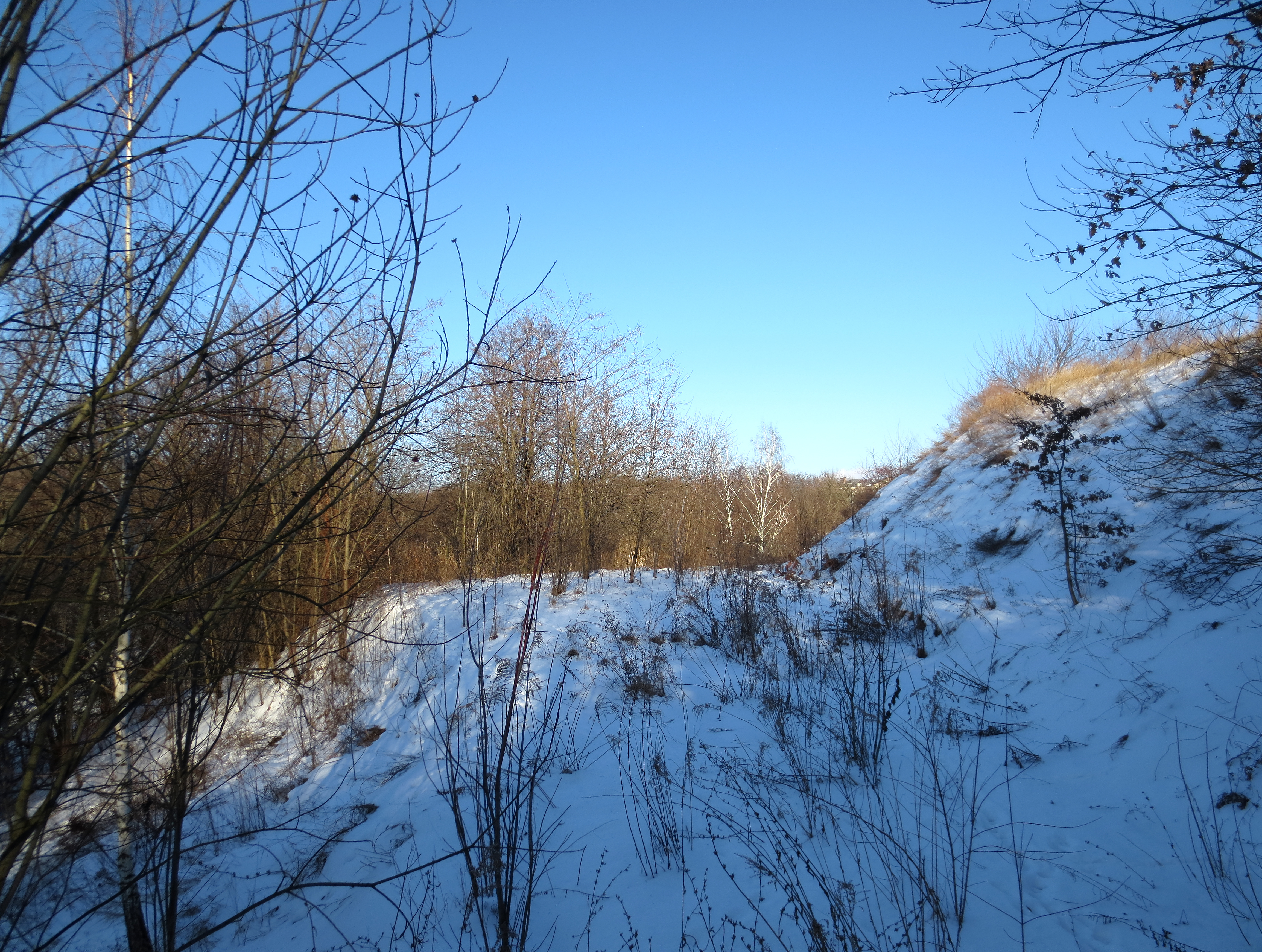
Профиль западного склона городища. Справа — эскарп, посередине — берма

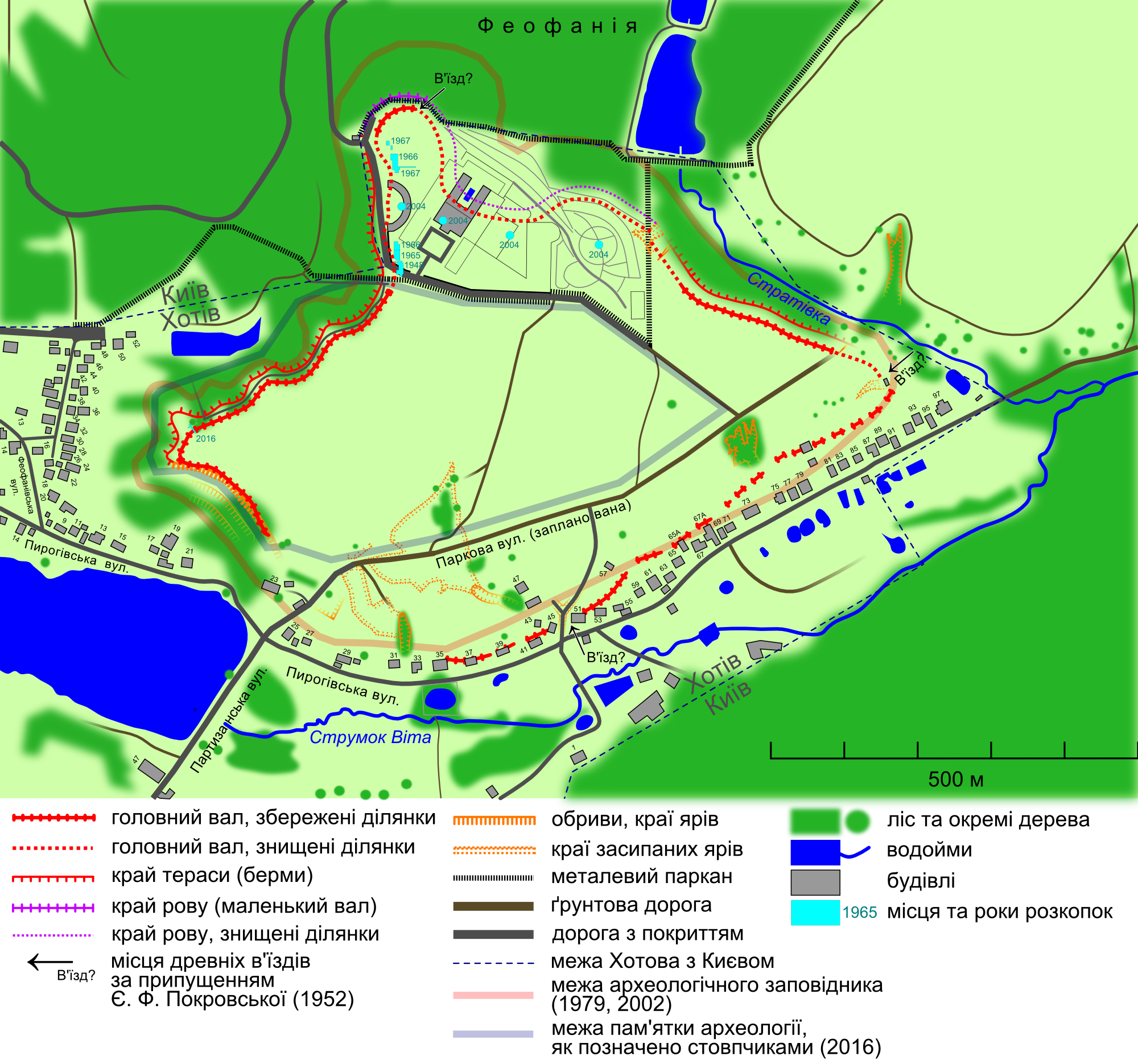
Карта городища. Показаны сохранившиеся доныне, а также уничтоженные в XXI веке укрепления. Изначально вал проходил по всему краю плато, а у подножия холма был широкий ров с ещё одним валом (у юго-западного края городища их следы были видны ещё по крайней мере в 1970 году)

По краю плато проходит земляной вал, в древние времена окружавший его целиком. Он сохранился на большей части восточного и западного краёв, на конце северного мыса и на отдельных участках южного края. В древности на валу мог быть частокол, а при въездах — деревянные боевые башни.
На самых высоких склонах холма — северо-восточном и северо-западном — укрепления городища представлены эскарпом. Это крутой склон высотой несколько метров, который вверху переходит в склон вала. Под эскарпом лежит терраса (берма) шириной до 6—10 м, а под ней — природный склон. Такие укрепления в основном сохранились доныне. Под более низкими и не защищёнными природными оврагами склонами — южным, северным и северной частью северо-восточного — берму сменял ров, по внешнему краю которого проходил небольшой вал. Эти укрепления сохранились лишь на конце северного мыса.
Количество древних въездов на городище неясно. Л. И. Похилевич (1864, 1887) и Л. П. Добровольский (1927) пишут о 2 въездах, не указывая их местонахождения. В. Б. Антонович в 1873 году отметил 6 въездов. Столько же насчитывала в 1948 году Е. Ф. Покровская, но, по её мнению, древними могли быть лишь 2 или 3 из них (на северном и восточном выступах, а также на южном краю городища). Единственный въезд, сохранившийся на сегодняшний день, — южный. Впервые он зафиксирован на плане В. Б. Антоновича 1870-х годов как крайний западный на южном склоне рукотворный проезд, в отличие от других въездов через овраги. Также он описан Е. Ф. Покровской после падения вала в 1939 году и показан на схематическом плане, что совпадает с геодезической съёмкой конца 1970-х годов и современной спутниковой съёмкой. Во времена Покровской южный въезд был застроен со стороны ул. Пироговской и использовался для пешего прохода и выгона скота на городище. Его координаты 50°19′46″ с. ш. 30°29′07″ в. д..

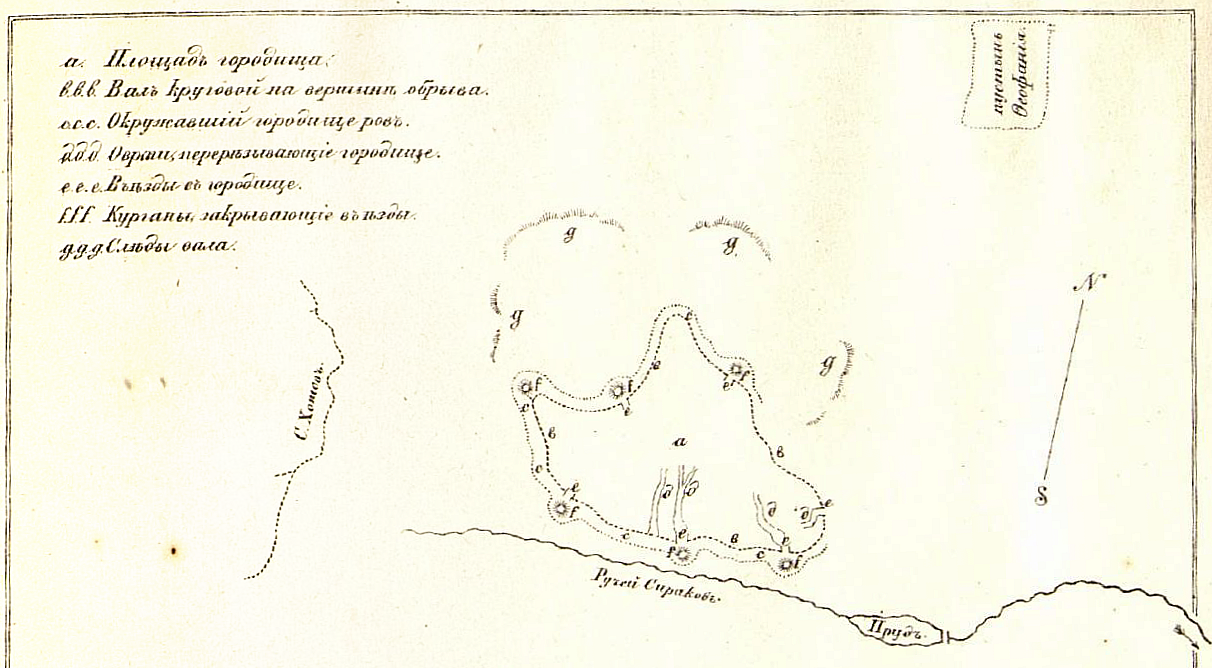
Хотовское городище. Карта В. Б. Антоновича. 1870-е годы

По мнению Антоновича, перед каждым въездом стоял «курган», маскировавший проход в валу. Ещё один «курган», равный по высоте городищу, находился напротив его западного выступа, где, согласно Антоновичу, въезда не было (по результатам раскопок 2016 года, напротив, был). Однако Л. П. Добровольский пишет об отсутствии следов подобных объектов, а Е. Ф. Покровская сообщает лишь об «округлых холмах» около выступов края городища.
В. Б. Антонович описал и другой объект, не обнаруженный Л. П. Добровольским полвека спустя: невысокий вал, проходивший севернее городища на расстоянии 200—400 м (см. карту). По его версии, этот вал мог составлять «очертание города, детинцем которого было городище». Некий вал, по преданию, служивший передовой защитой городища («замка князя Серяка»), упоминал и Л. И. Похилевич. Согласно последнему, этот вал проходил с северной и западной стороны Хотова (западный вал, вытянутый с севера на юг, описан и другими авторами, а северный, согласно Л. П. Добровольскому, не идентифицирован; возможно, это ошибка). Кроме того, Л. П. Добровольский отметил рядом с городищем, с другой стороны Стратовки, остатки могильника.

## История исследований

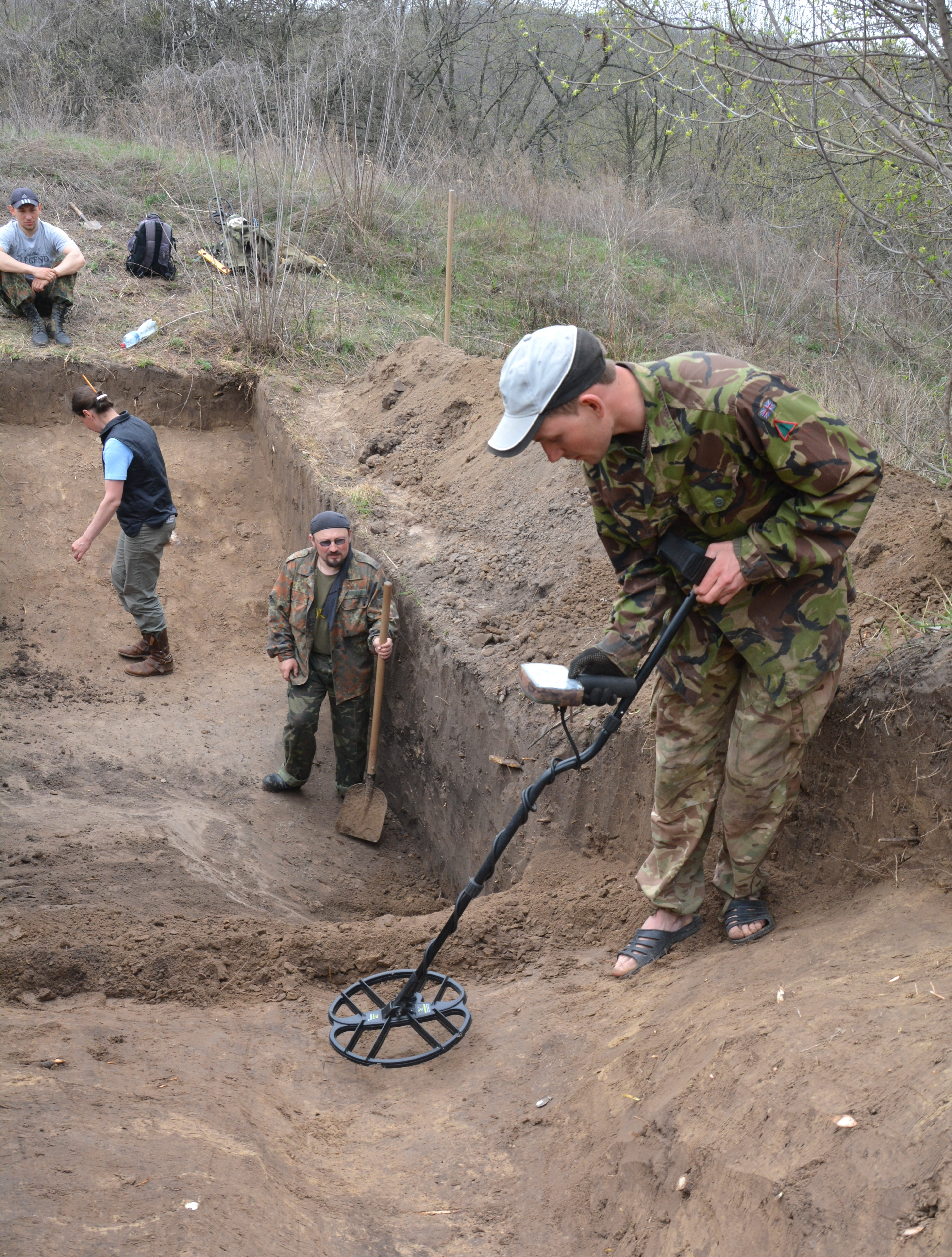
Раскопки Инкерманской экспедиции Института археологии НАНУ на западном участке вала городища (апрель 2016)

Хотовское городище упоминал ещё в 1848 году киевский губернатор И. И. Фундуклей в работе «Обозрение могил, валов и городищ Киевской губернии». Однако он коснулся его лишь вкратце и сообщил, что там, «по преданию, стоял какой-то город».
В 1864 и 1887 годах о городище писал историк и краевед Л. И. Похилевич. Согласно легенде, услышанной им от местных жителей, в древности «на этой горе находился город с замком, принадлежавший какому-то князю Сираку». Местность, где находится городище, в Хотове и сейчас называют «Серяков» или «Серяково» (укр. Сіряків, Серякове). Это название упоминается в источниках с 1465 года.
В 1873 году киевский историк В. Б. Антонович в докладе Историческому обществу Нестора-летописца высказал мнение, что Хотовское («Сираково») городище — это древнерусский город-крепость Звенигород, упомянутый в Ипатьевской летописи. На эту мысль Антоновича, занимавшегося поисками Звенигорода, натолкнул генерал М. И. Драгомиров, участвовавший в военно-картографических работах. В пользу этой гипотезы говорили географическое положение городища и его явная древность (по очертаниям вала Антонович заключил, что он был возведён до появления огнестрельного оружия). Археологические исследования XX века не подтвердили предположение Антоновича, но его работа ценна первым описанием и схемой городища (критиковавшимися, впрочем, последующими авторами).
В 1917 году во время ботанической экскурсии на городище нашли бронзовую коринфскую монету V века до н. э., а в 1918 в ходе другой экскурсии — фрагменты скифской посуды с орнаментом. В том же году там были найдены предметы славянского быта VIII—X веков нашей эры.
Первое серьёзное археологическое исследование городища было проведено в 1948 году, после предварительной разведки в 1947. Его выполнили сотрудники Института археологии АН УССР во главе с Е. Ф. Покровской в рамках экспедиции «Большой Киев». Было раскопано 156 кв. м на северо-западе городища и сделана шурфовка в западной и северной части. Также был исследован обвал юго-западного склона, произошедший в 1939 году, где местные жители находили обломки керамики, кости и фрагменты обугленного дерева. Полученные материалы указывали на скифскую принадлежность памятника. Время существования поселения было определено как VI—V (возможно, и IV—III) века до н. э..
Более масштабные раскопки городища осуществили археологи Скифской экспедиции Института археологии АН УССР во главе с Е. А. Петровской в 1965—1967 гг. Были раскопаны участки на севере городища: 368 кв. м в 1965—1966 годах и около 140 кв. м в 1967.
Весной 2004 года Архитектурно-археологическая экспедиция Института археологии НАНУ провела микромагнитную съёмку северного мыса, западного края и некоторых других участков городища общей площадью 6,75 га. Этот метод позволяет обнаружить археологические объекты по создаваемым ими микроаномалиям магнитного поля. Были найдены остатки строений, хозяйственных ям и т. п. В местах обнаруженных аномалий исследователи провели раскопки. В 2009 году была проведена дополнительная магнитная съёмка городища. Это единственное городище скифского времени, для которого эта съёмка выполнена в таких масштабах.
В 2016 году Инкерманская экспедиция Института археологии НАНУ под руководством Э. А. Кравченко провела топографическую съёмку городища и исследование металлодетектором и шурфованием. Также был раскопан участок западной части вала.

## Находки

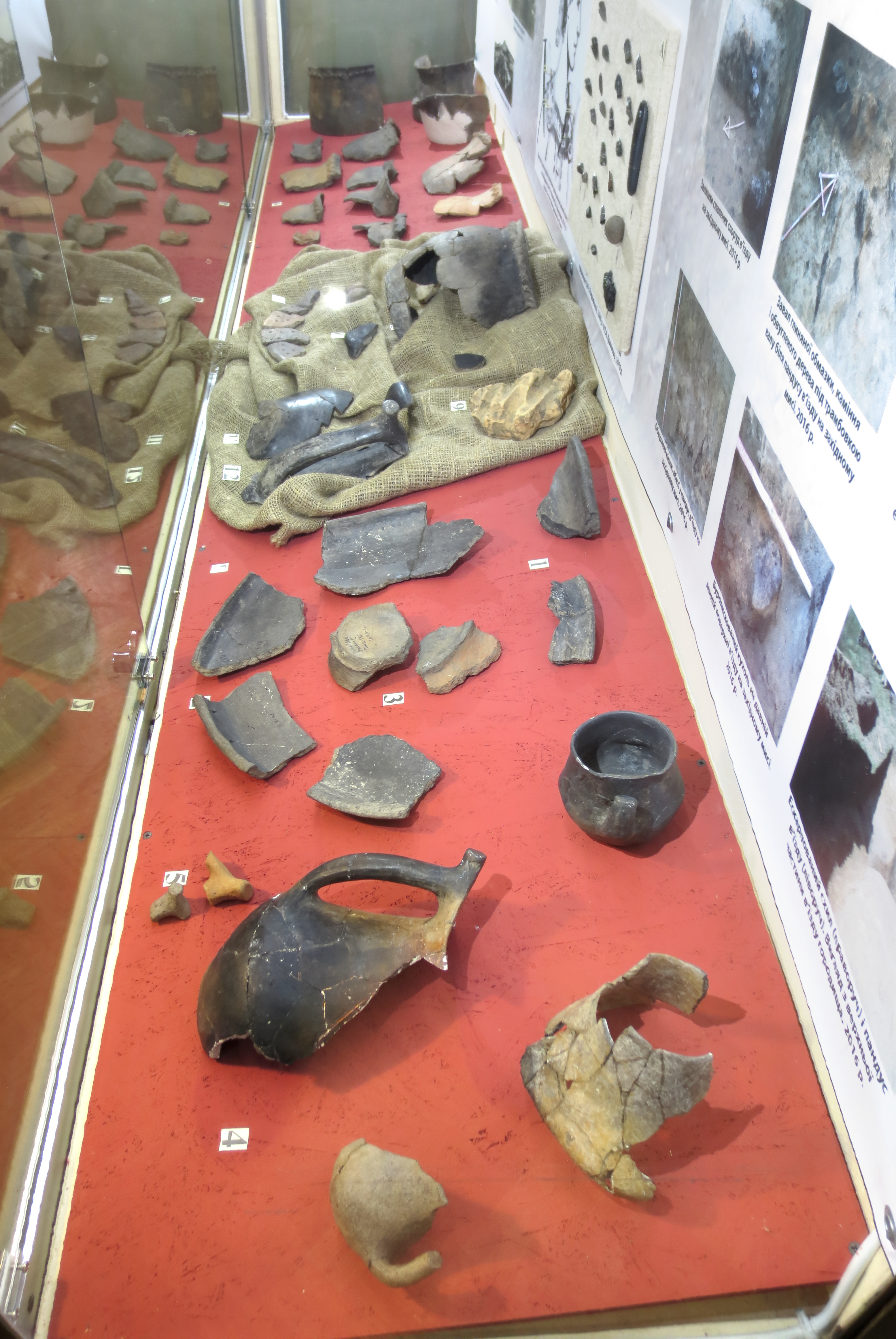
Керамика с Хотовского городища в музее Института археологии НАНУ

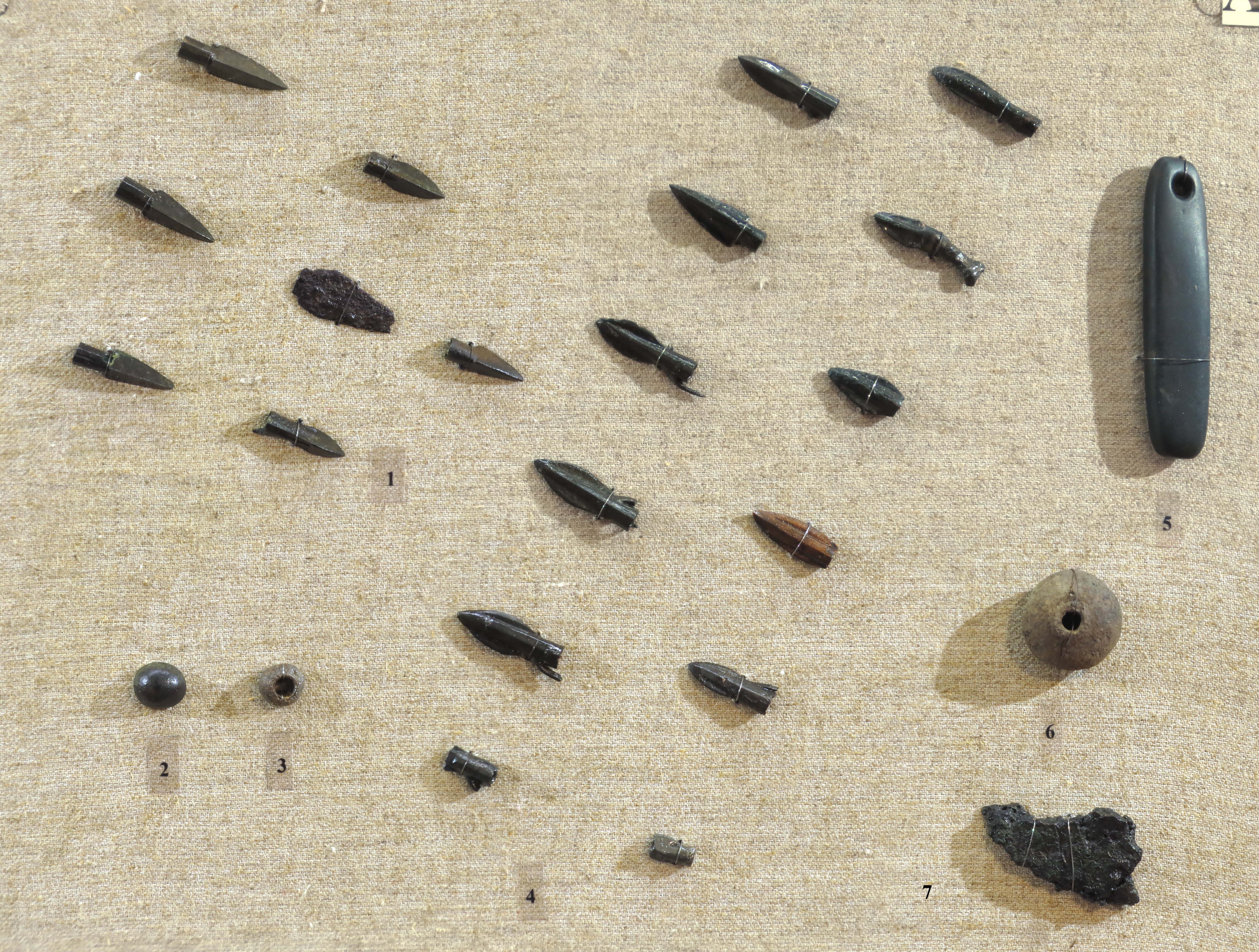
Бронзовые и железные наконечники стрел, свинцовая бусина, каменное точило, керамическое пряслице и другие находки

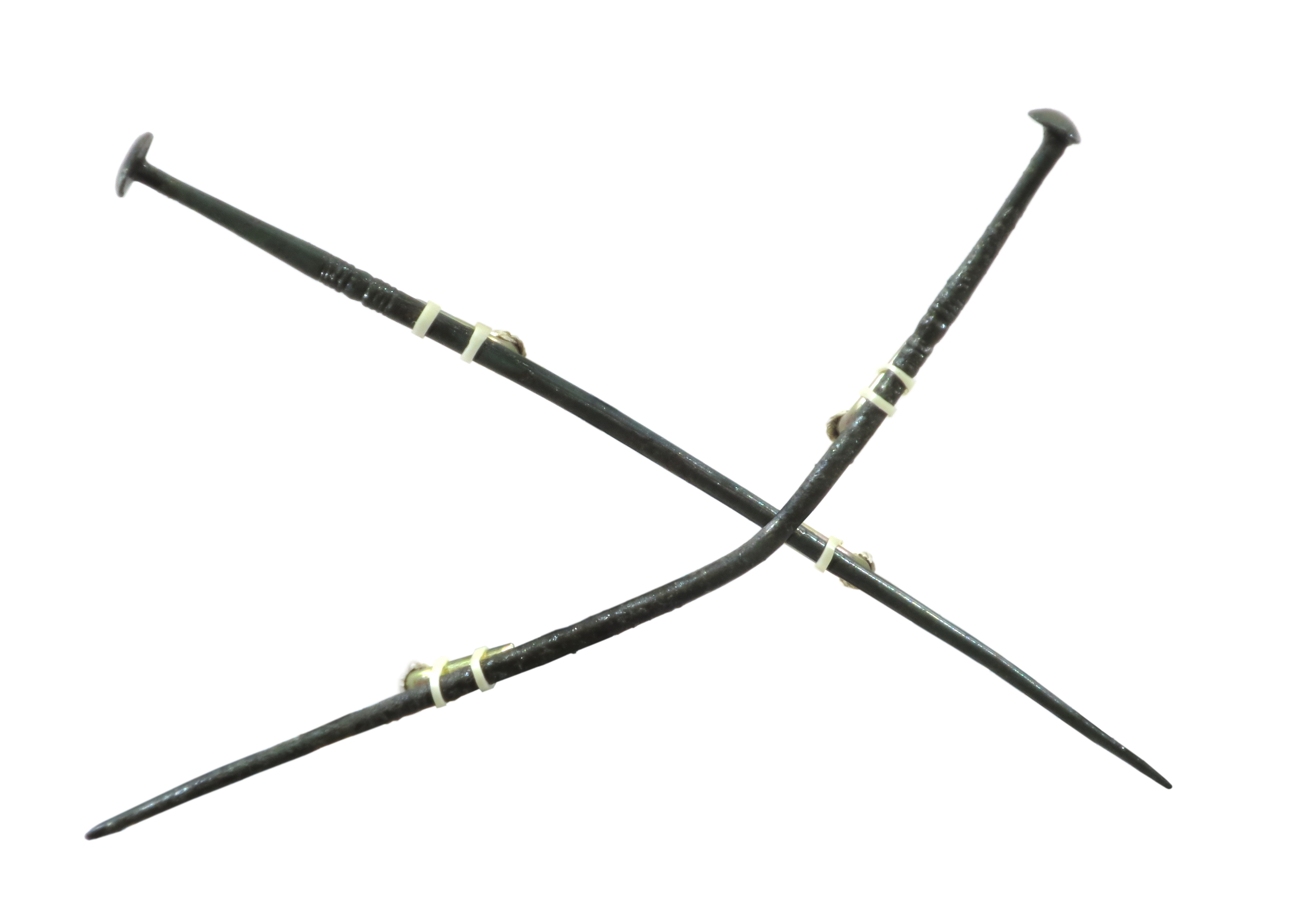
Бронзовые гвоздевидные шпильки

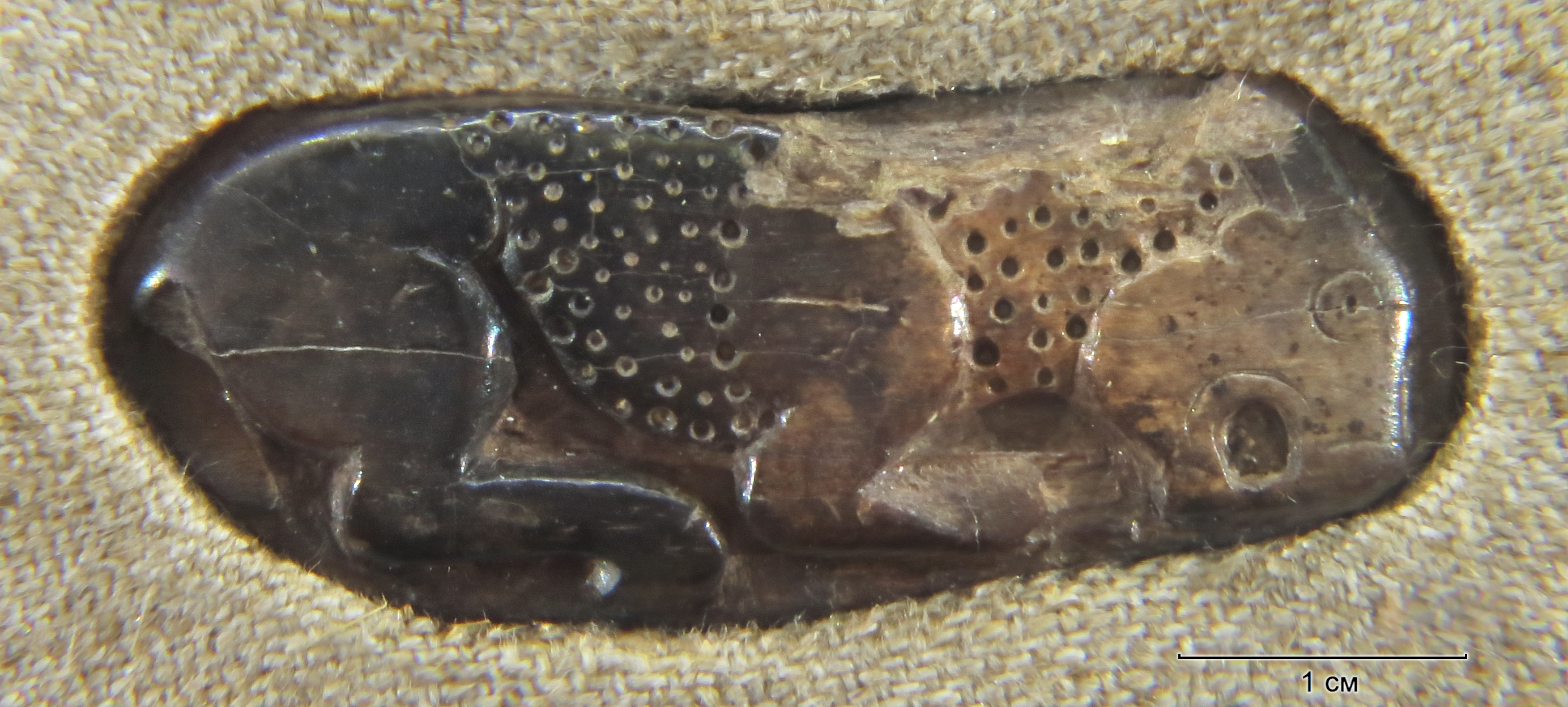
Фигурка хищника на костяной пластинке

На Хотовском городище, как и на других городищах скифских времён, не было сплошной застройки. Остатки строений обнаружены только около внутренней стороны вала. Это землянки или полуземлянки и наземные постройки со стенами из прутьев, обмазанных глиной. От них остались завалы глиняной обмазки толщиной в десятки сантиметров. На северо-западе городища раскопаны завалы площадью в 14×3, 20×6, 21×4 м, остатки землянки размером 5,4×4,66 м, примыкавшей к валу, и три ямы хозяйственного назначения шириной около 2 м. На севере городища найден завал обмазки размером 2,8×2,3 м, а на северо-востоке — завал из двух частей размером до 6 м, связанная с ним яма и, возможно, остатки ещё одного объекта. Микромагнитная съёмка показала, что на западе городища остаются и неисследованные археологические объекты — вероятно, тоже остатки глинобитных сооружений. Обнаружены и завалы обмазки в обрывах на юге городища. Общее количество построек, скорее всего, не превышало 20. Как минимум некоторые из них погибли в огне.
В завалах строений встречаются остатки печей, состоящие из хорошо обожжённой глины, и много камней со следами огня. В одной землянке под печью найдены остатки скелета ребёнка 6—7 лет. На западном краю северного мыса обнаружен овал размером 1×1,5 м, плотно вымощенный камнями (60—65 камней размером от 7 до 32 см). На нём были следы огня, но постоянного влияния высоких температур он не испытывал.
Раскопки вала на западном мысе городища, проведённые в 2016 году, обнаружили останки оборонных конструкций, сооружённых раньше вала — обугленные брёвна, когда-то вертикально вкопанные в землю, и много фрагментов глины разной степени обжига. Были найдены остатки мостика-переезда через вал.
На городище найдена кухонная и столовая керамика — как местная, так и греческая. Она включает лепные прямостенные банки и горшки с выпуклыми боками, с прямыми или отогнутыми краями, иногда орнаментированные под краем валиком с ямками или отверстиями; миски с загнутой внутрь верхней частью, корчаги, лощёные грушевидные черпаки чёрной и бурой окраски с выступом сверху ручки, орнаментированные глиняные крышки и прочее. Горшки с валиком или отверстиями характерны для северной, а черпаки со своеобразной ручкой — для всей Скифии. Обнаружены осколки каменного блюда. Фрагменты раскрашенных амфор и чернолакового килика свидетельствуют о связи с древнегреческими городами-государствами Северного Причерноморья. Среди амфор есть хиосские, лесбосские, клазоменские и самосские.
Среди других керамических находок — пряслица разных форм, грузильце, а также «хлебцы» и шарики, которые могли быть вотивными предметами. Найдены бусина из свинца, бусина из жёлтого стекла («пасты»), пращевые камни, каменный полировальный брусок с отверстием, костяная рукоятка какого-то орудия, фрагмент каменного топора или молота и прочее.
Бронзовые изделия включают кольцо-змейку, булавки, гвоздевидные шпильки и наконечники стрел ранних типов, имеющие разнообразную форму — как с двумя, так и с тремя лопастями, как с шипом, так и без шипа на втулке. Среди железных изделий — ножи, шила, булавка и отдельные наконечники стрел.
Наиболее интересной находкой является костяная пластинка, на залощённой поверхности которой вырезана фигурка пантеры или барса с поджатыми лапами, изображённая в скифском зверином стиле. Размер пластинки — 4,7×1,8 см; это могла быть часть ложки, ручки зеркала или другого предмета. Находка была сделана в 1965 году в заполнении землянки на глубине 1,5 м (на месте, где сейчас находится юго-западный угол территории дворца). Судя по сопутствующим керамике и остриям стрел, она относится к концу VI века до н. э. На территории Скифии найдено ещё только одно изображение хищника в такой позе на костяном предмете (на металлических они встречаются чаще).
Найденные кости животных свидетельствуют, что в домашнем стаде преобладали лошади. Разводили также крупный и мелкий рогатый скот и свиней, держали собак (в 1940-х и 1960-х годах на северо-западе городища были найдены кости 44 лошадей, 33 свиней, 29 особей крупного, 25 — мелкого рогатого скота и 8 собак). Сильный численный перевес лошади отличает Хотовское городище от других городищ Лесостепи, где доминировал рогатый скот (Правобережье) или свиньи (Левобережье). Возможно, часть этих лошадей принадлежала захватчикам. Однако в 2004 году на северо-востоке городища было найдено скопление костей, где преобладали челюсти свиней и мелкого рогатого скота. Жители городища охотились на кабанов, оленей, лосей, медведей и бобров. Реже встречаются кости туров и зайцев. Есть единичные кости черепах, гусей, уток, ворон, лисиц и людей.
Около Хотовского городища есть остатки как минимум трёх меньших древних поселений: двух, расположенных северо-восточнее, и небольшого городища с валом, расположенного на другом берегу ручья Вита.
Материалы раскопок хранятся в Институте археологии НАН Украины (коллекции 78 (1947—1948 гг) и 588 (1965—1967 гг.)). Часть последней экспонируется в Археологическом музее института и в Музее истории Киева. Коринфская монета и фрагменты скифской посуды, найденные в 1917 и 1918 году, были переданы в Исторический музей имени Тараса Шевченко.

## Интерпретация находок
Раскопки городища показали, что оно относится к раннескифскому времени, к раннему железному веку. Построил его, вероятно, народ, который Геродот называл скифами-пахарями. Они не были собственно скифами (по одному из мнений, это были праславяне), но находились под их властью и частично восприняли их культуру. Предполагают, что здесь проходила северная граница расселения этих племён.
Жители городища были оседлыми и занимались земледелием и скотоводством, особенно коневодством. Большую роль играла охота. Торговые связи с древнегреческими городами Северного Причерноморья, судя по относительно малому количеству греческой керамики, были слабее, чем на других скифских городищах лесостепного Правобережья. Это объясняется большей отдалённостью от этих городов.
Согласно Е. Ф. Покровской (1952), керамика и один наконечник стрелы свидетельствуют о существовании поселения в VI—V веке до н. э., а отдельные фрагменты посуды — и в IV—III веке до н. э. К концу VI — V веку до н. э. отнесла городище и Е. А. Петровская в 1970 году на основании всех сделанных находок, в первую очередь греческой керамики и наконечников стрел. Аналогично, в монографии Е. В. Максимова и Е. А. Петровской (2008) найденные наконечники датированы концом VI — началом V века до н. э. Согласно М. Н. Дараган с соавторами (2005, 2007), греческая керамика с городища относится к первой — третьей четверти VI века до н. э., и этими же рамками ограничено существование поселения. Согласно Э. А. Кравченко (2016), городище могло существовать уже к концу VII века до н. э., в это время испытало штурм, пережило его и продолжало существование по крайней мере до конца VI века до н. э.
Е. Ф. Покровская и Е. А. Петровская считали найденные строения жильём, а Э. Кравченко — мастерскими и хозяйственными помещениями. По её представлениям, жилых строений на Хотовском городище не было, а его предназначением была защита людей, имущества и священного места. По выводам М. Н. Дараган с соавторами, все строения городища были жилыми или хозяйственными. Следов производственных сооружений там не найдено.
Незастроенная центральная часть территории могла использоваться для посевов или выгона скота. По предположению М. И. Артамонова, подобные свободные площади скифских городищ служили для содержания скота во время войн
Жители городища хоронили покойников, видимо, в Пироговском бескурганном могильнике в 2 км от городища. Там встречаются такие же, как на городище, находки. Есть, впрочем, данные о наличии могильника и намного ближе — на другой стороне Стратовки.

## После скифов
Хотовское городище под названием «селище Серяков» («селище» — бывшее село) упоминается в источниках с 1465 года, когда киевский князь Семён Олелькович подарил его князю Юрию Борисовичу. После этого селище сменило ещё нескольких хозяев. В 1588 году князь Матвей Воронецкий передал его Киево-Печерской лавре, в собственности которой оно оставалось почти 200 лет. Наконец, в 1786 году в ходе секуляризационной реформы Екатерины II городище перешло в пользование жителей Хотова. Некогда росший на нём лес уничтожили, и землю покрыли поля и огороды.
Более 200 лет на территории городища местные жители, не причиняя вреда укреплениям, но разрушая культурный слой, выращивали сельхозкультуры. В советские времена тут были поля колхоза (впоследствии совхоза) «Хотовский». Там выращивали виноград, а позже — клубнику и помидоры. Во времена независимости Украины на этом участке стало вести хозяйство ООО «Агрокомбинат „Хотовский“».
В 1939 году юго-западный склон холма был повреждён большим оползнем, а в конце 1960-х — строительством дамбы нижнего пруда на ручье Вита. По мере застройки Пироговской улицы южный край городища, подверженный эрозии, стал разрушаться и хозяйственной деятельностью. Через западную часть плато была проложена подземная труба для полива. Вместе с осколками и воронками времён Второй мировой войны она стала сильной помехой для исследования городища микромагнитной съёмкой.

## Охрана и застройка

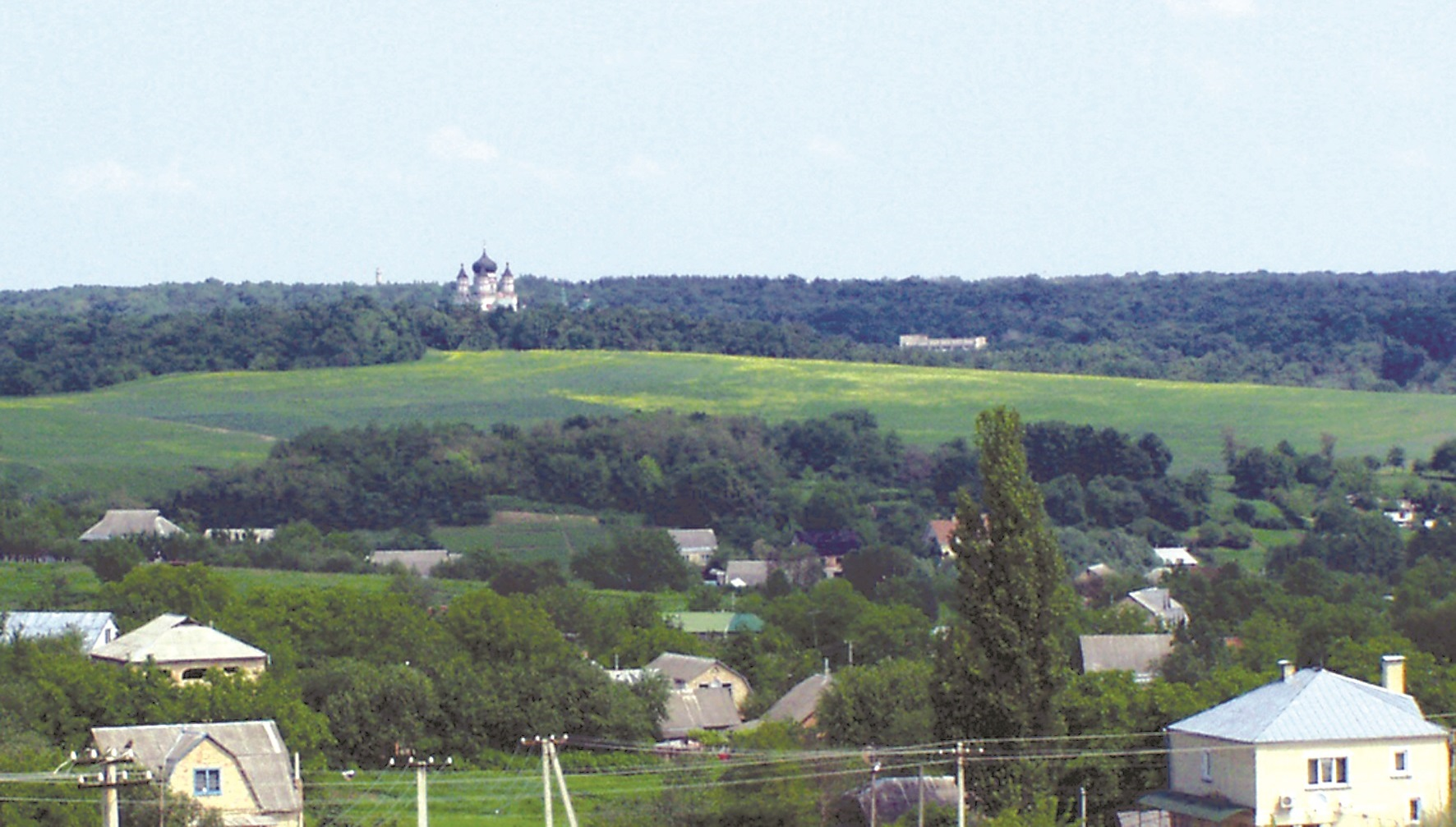
Вид с юга на ещё не застроенное Хотовское городище и Свято-Пантелеймоновский собор в Феофании (фото 2008 г.)

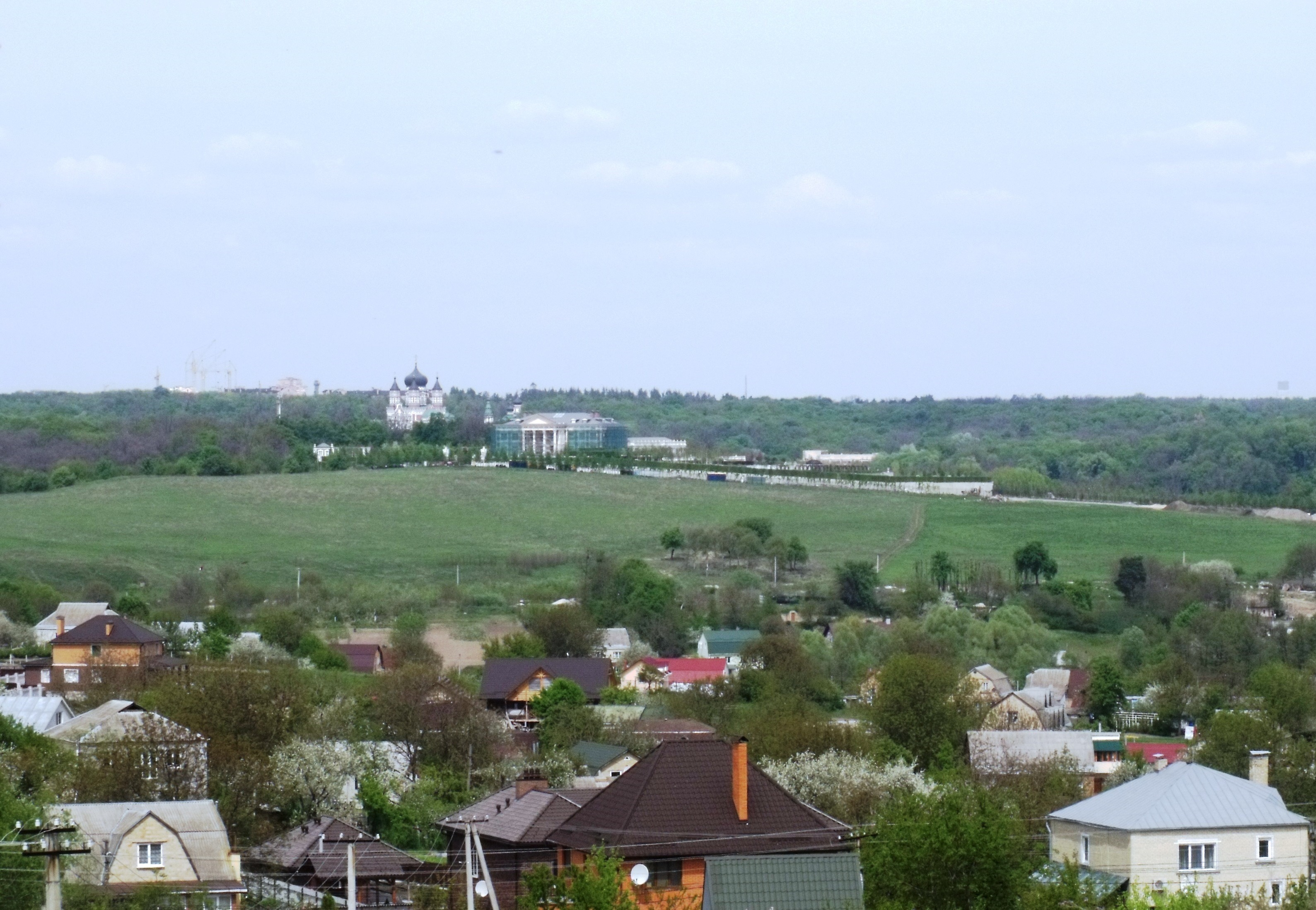
Это же место в 2016 году. Идёт застройка

В 1965 году Хотовское городище получило статус памятника археологии республиканского значения и было взято под охрану государства (постановление Совета Министров Украинской ССР № 711 от 21 июля 1965). В 1979 году оно было объявлено одним из 8 археологических заповедников Киева (решение исполкома Киевского городского совета № 920 от 16 июля 1979). В 2001 году городище было внесено в Государственный реестр недвижимых памятников Украины как памятник археологии национального значения (постановление Кабинета Министров Украины № 1761 от 27 декабря 2001). В 2009 году этот статус был подтверждён новым постановлением Кабмина (№ 928 от 3 сентября 2009). Но не прошло и месяца, как на городище началось строительство дворца.
Границы археологического заповедника «Хотовское городище в пределах укреплений скифского времени» в 1979 году были уточнены Киевским городским советом и в 2002 — подтверждены Киевской городской государственной администрацией. Под охрану было взято плато с сохранившимися на то время укреплениями общей площадью около 48 га
В 2007 году НИИ памятникоохранных исследований Министерства культуры Украины разработал документацию на памятник археологии, где он был урезан до участка площадью 16,49 га — около трети площади заповедника и около половины площади, окружённой валом.
Между 2010 и 2012 годами через южную часть городища была проложена грунтовая дорога длиной около 800 м, получившая название улицы Парковой. В генеральном плане Хотова её южная сторона намечена для застройки. Были засыпаны несколько залесённых зон эрозии на юге плато и овраг на его восточном выступе. Этот овраг, по мнению руководителя первых раскопок городища Е. Ф. Покровской, мог быть древним въездом.

## Галерея

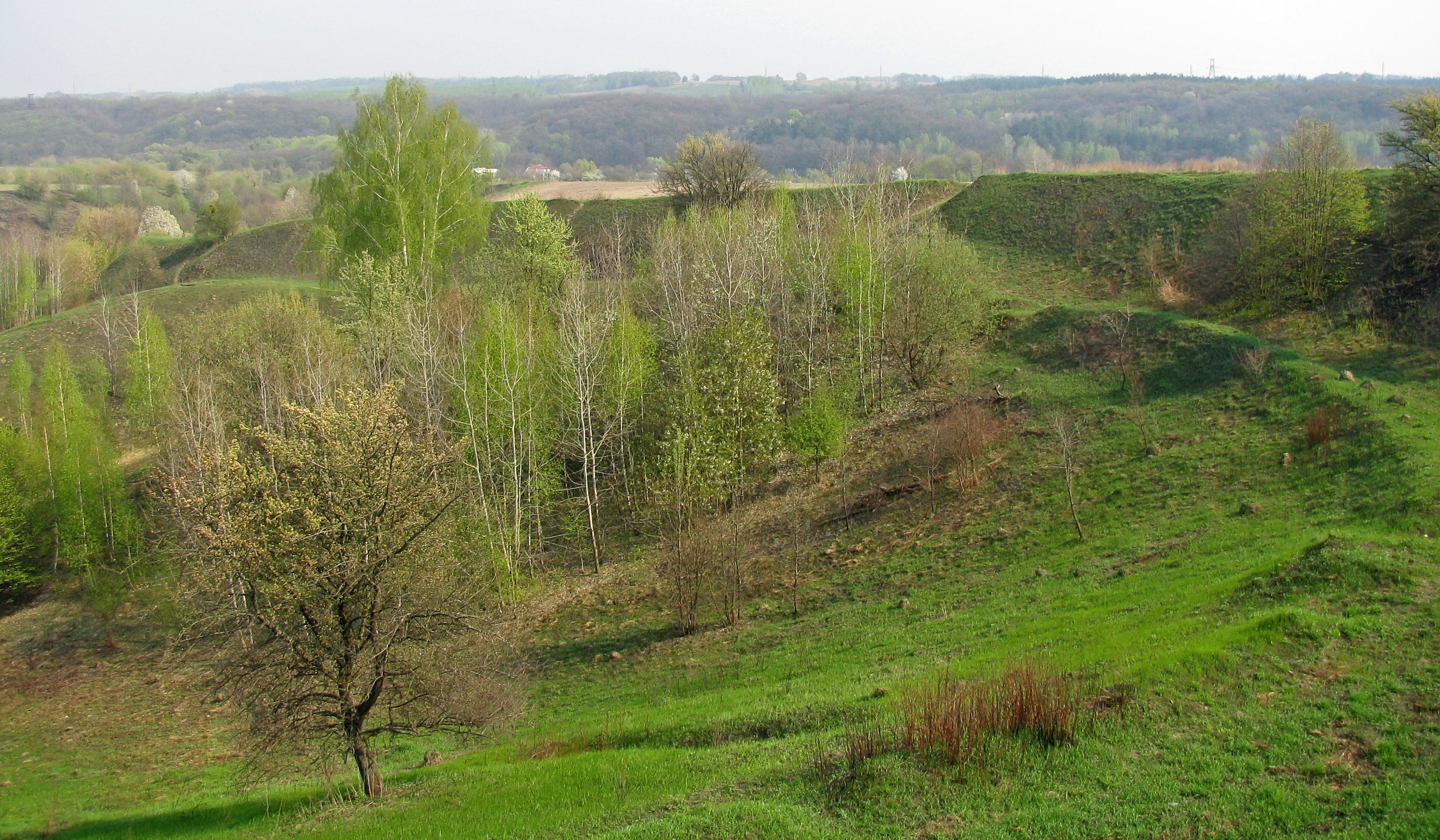
Северная часть восточного края городища (фото 2009 г.). Видны вал, а под ним (справа) — внешний край проходящего под ним рва. Этот участок укреплений полностью уничтожен строительством дворца
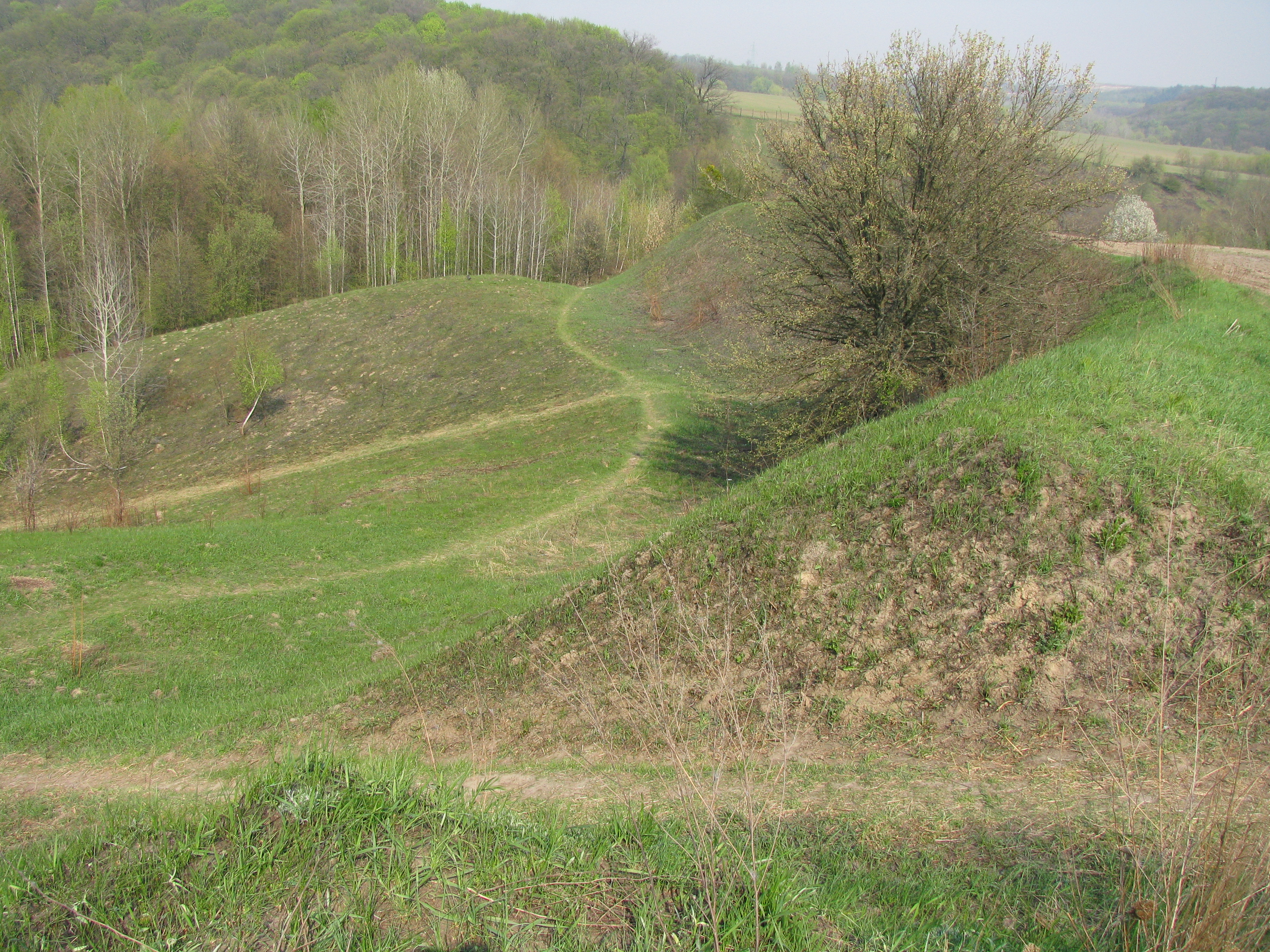
Участок, находящийся в центре предыдущего снимка (2009). Видно вал и остатки заплывшего землёй рва (по его внешнему краю идёт тропинка)
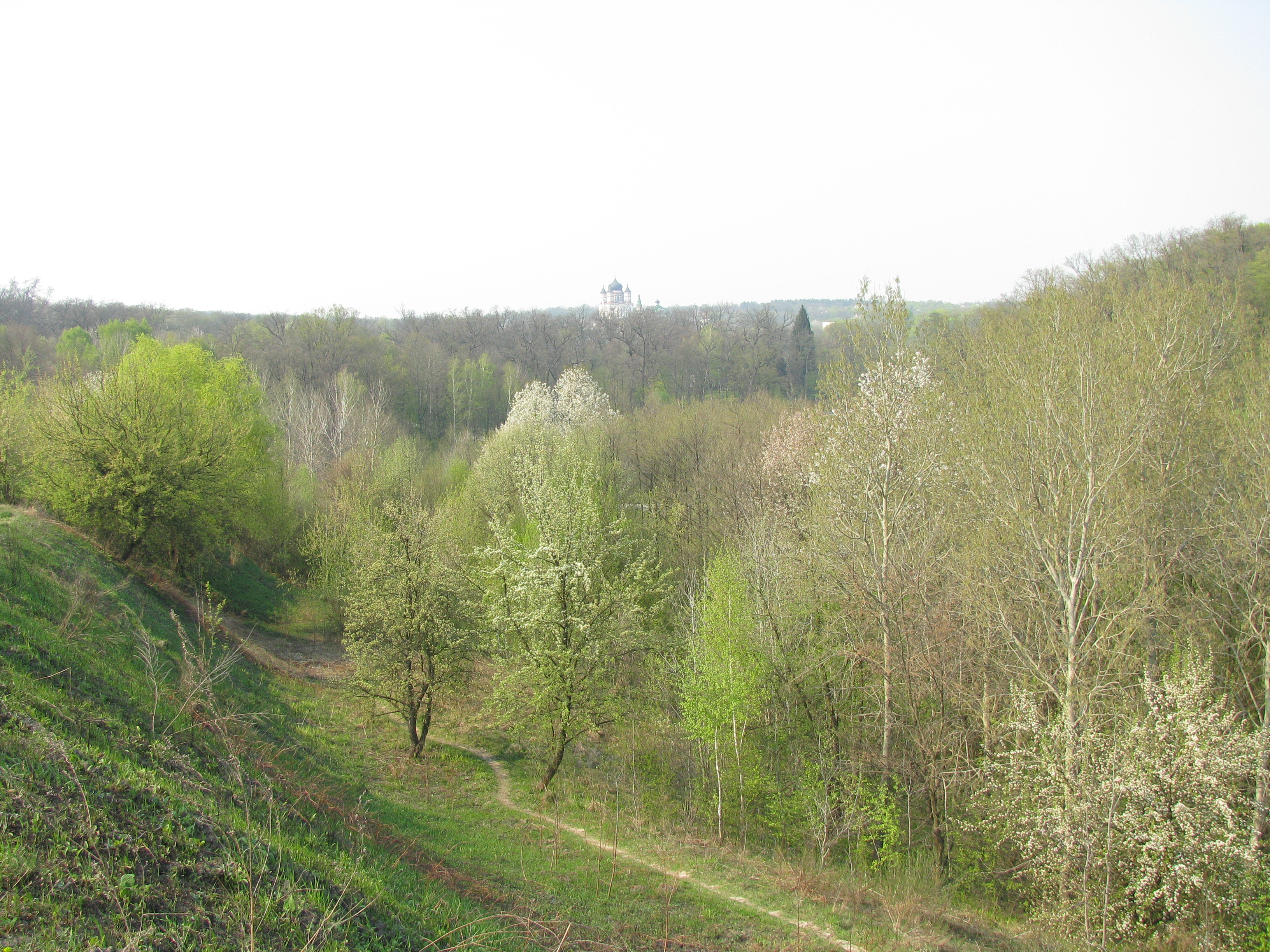
Южный участок восточного края городища (2009): склон вала, берма с тропинкой и заросшая лесом долина Стратовки. Этот участок по состоянию на 2017 год сохранился
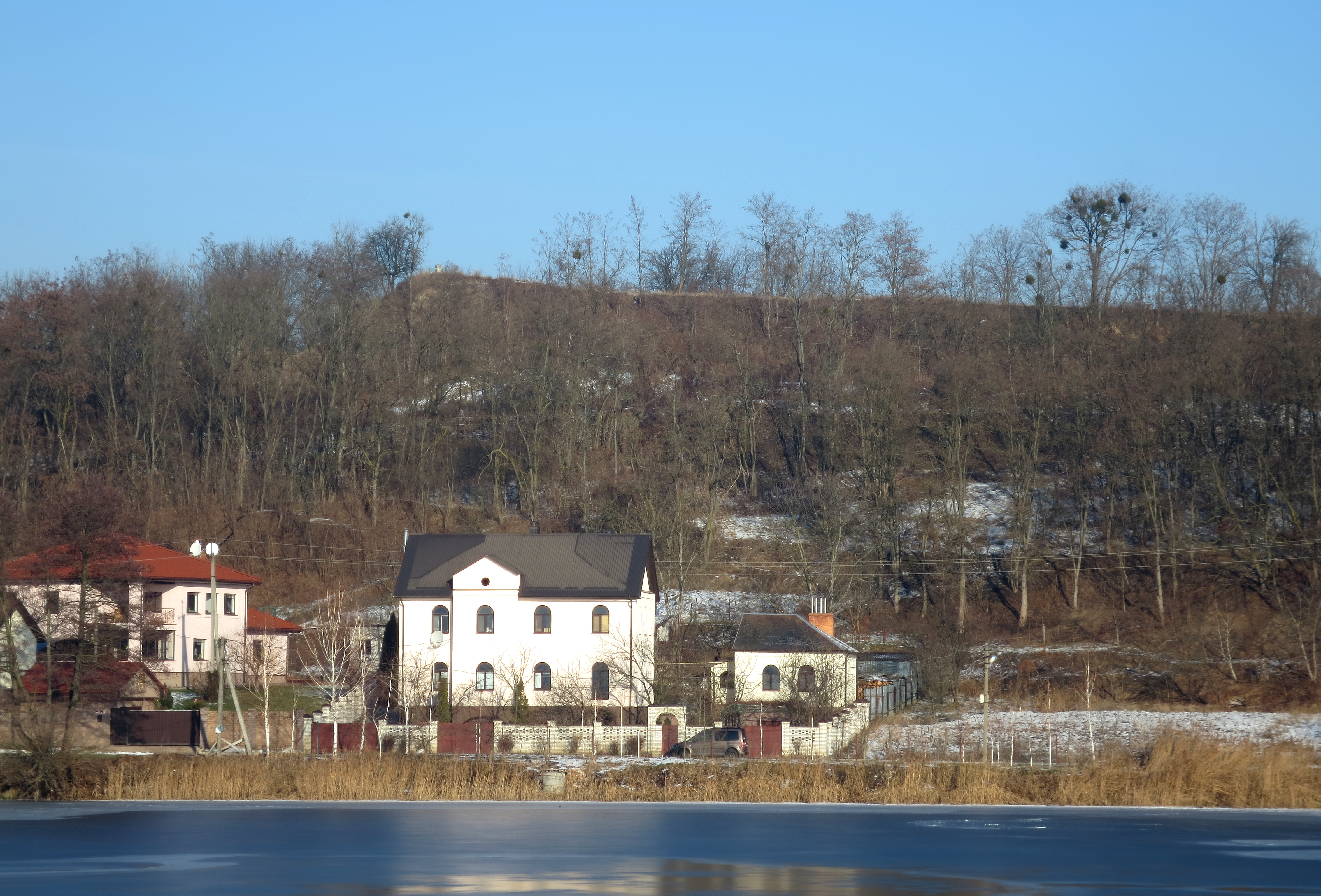
Высокая западная часть городища (2016)
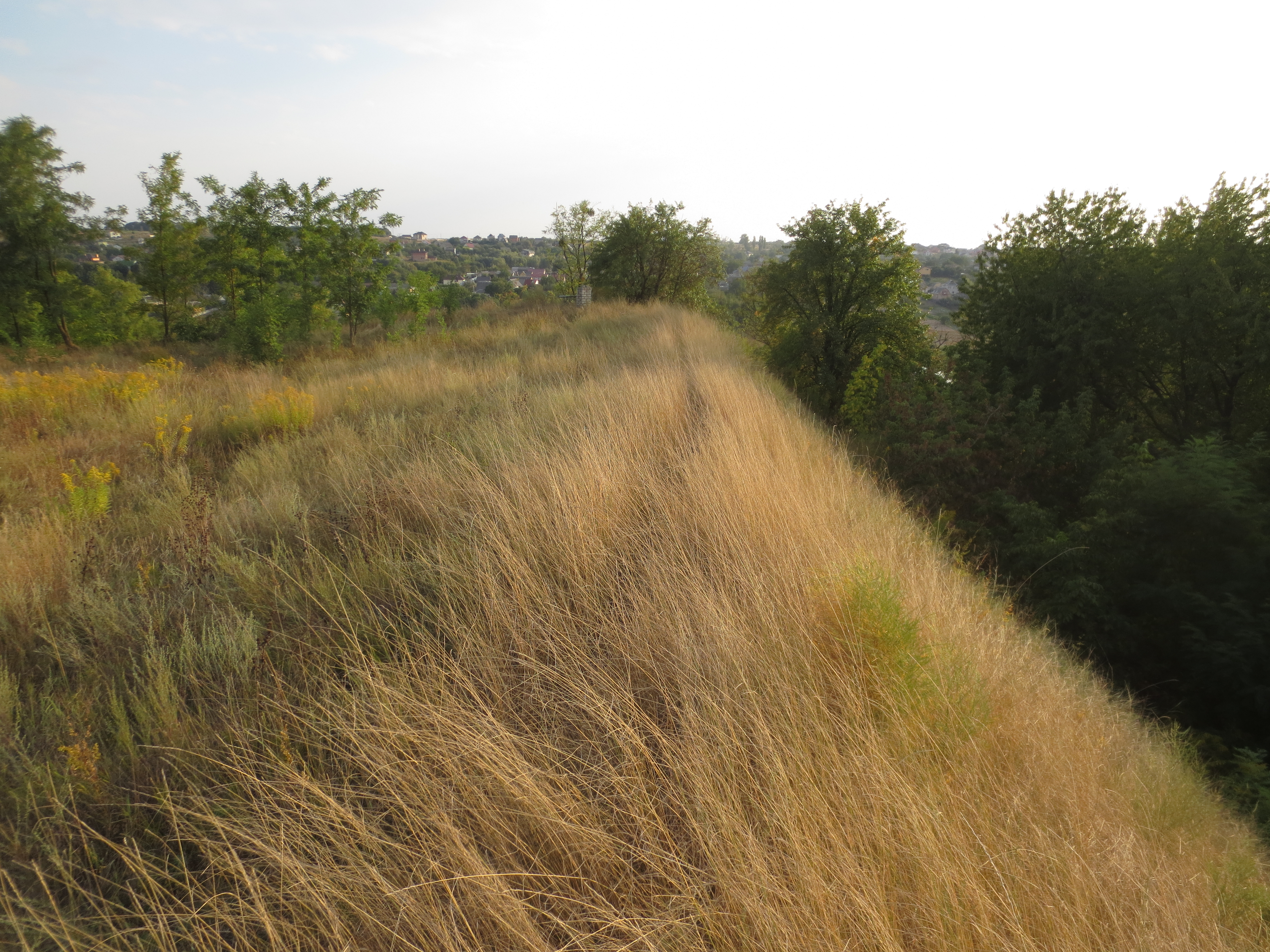
Эскарп и остаток вала на западе городища (2016)
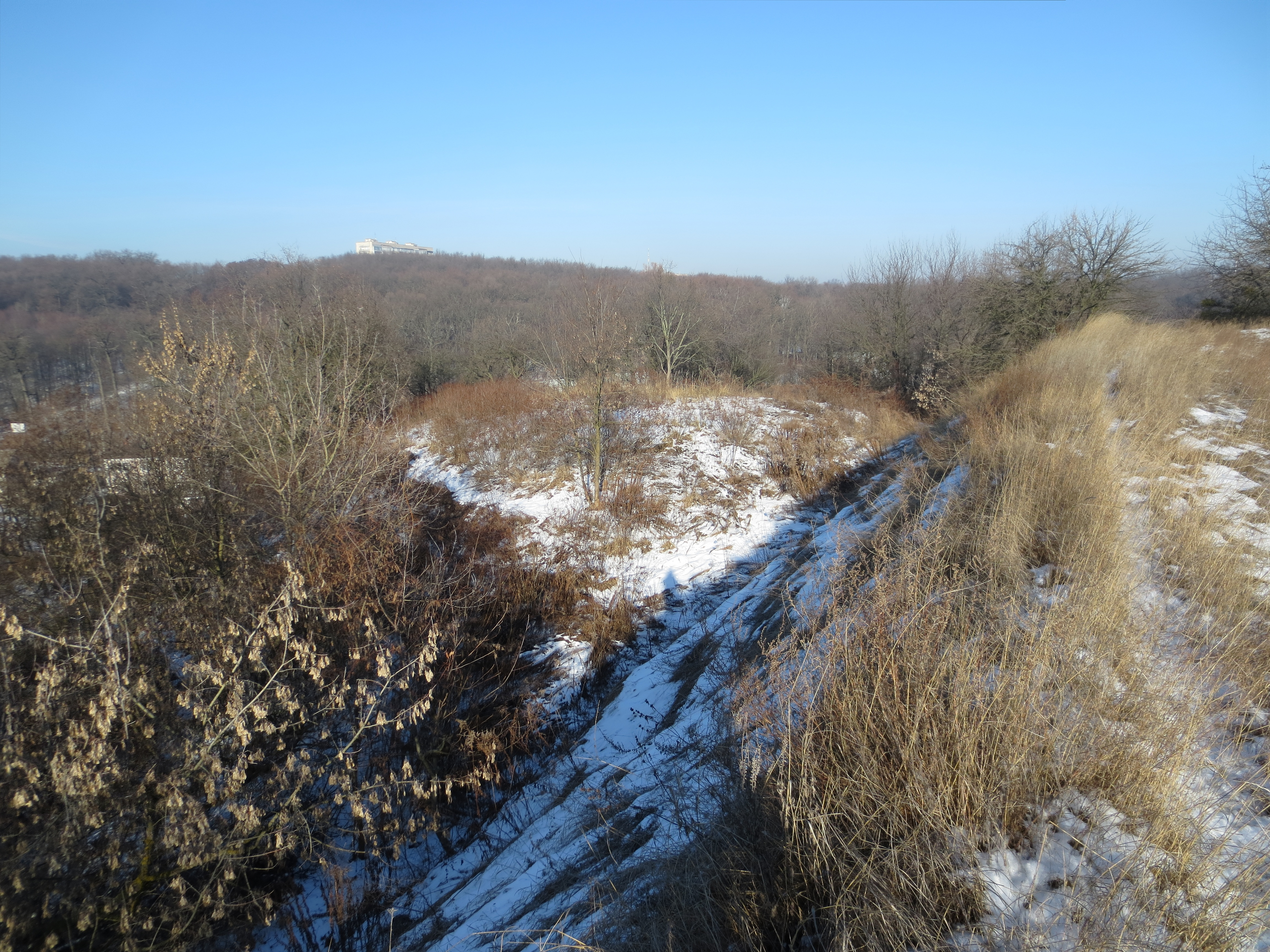
Эскарп и прилегающий холм на западе городища (2016)
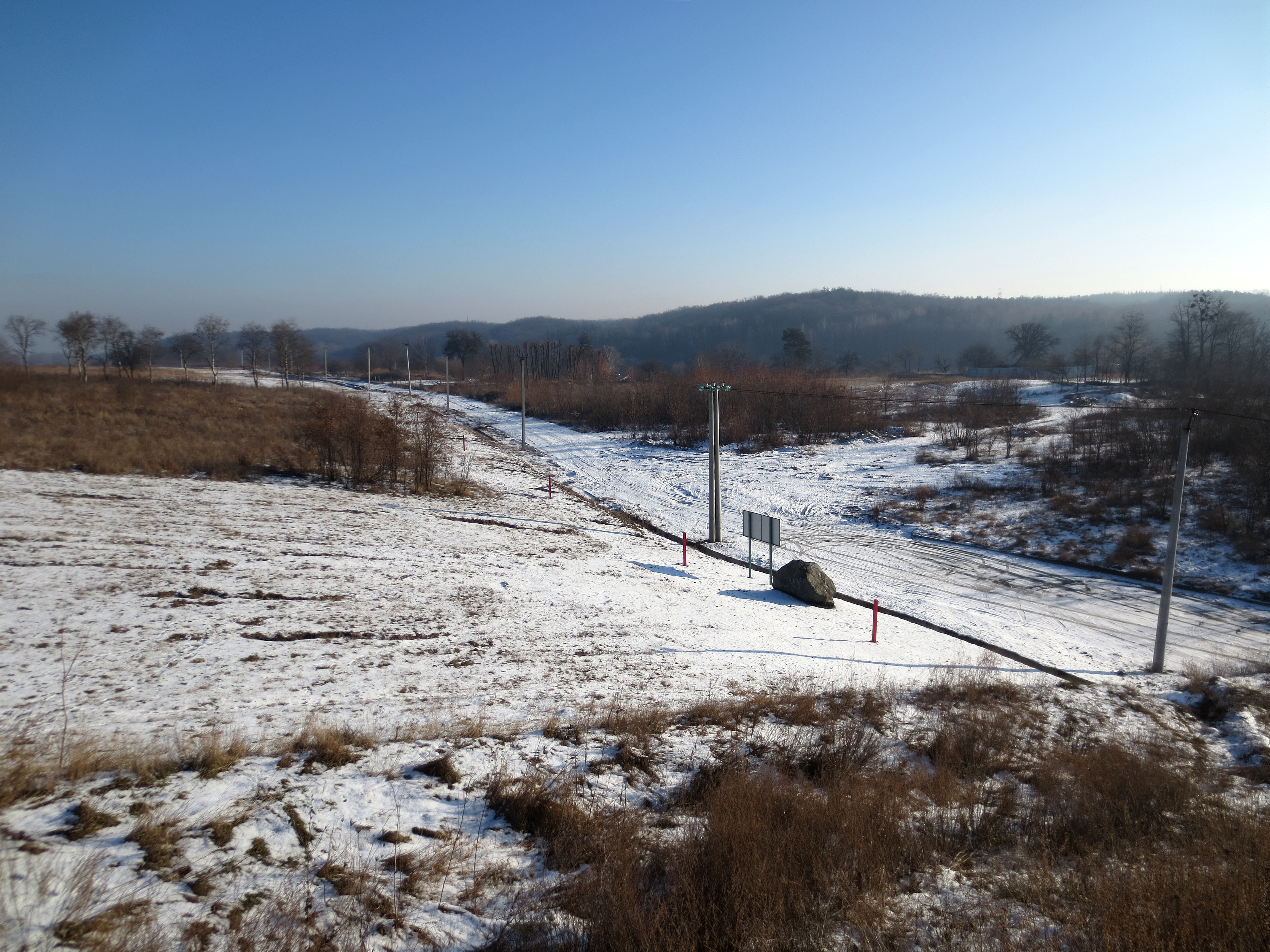
Вид на юго-западную часть городища. Запланированная улица Парковая (2016)
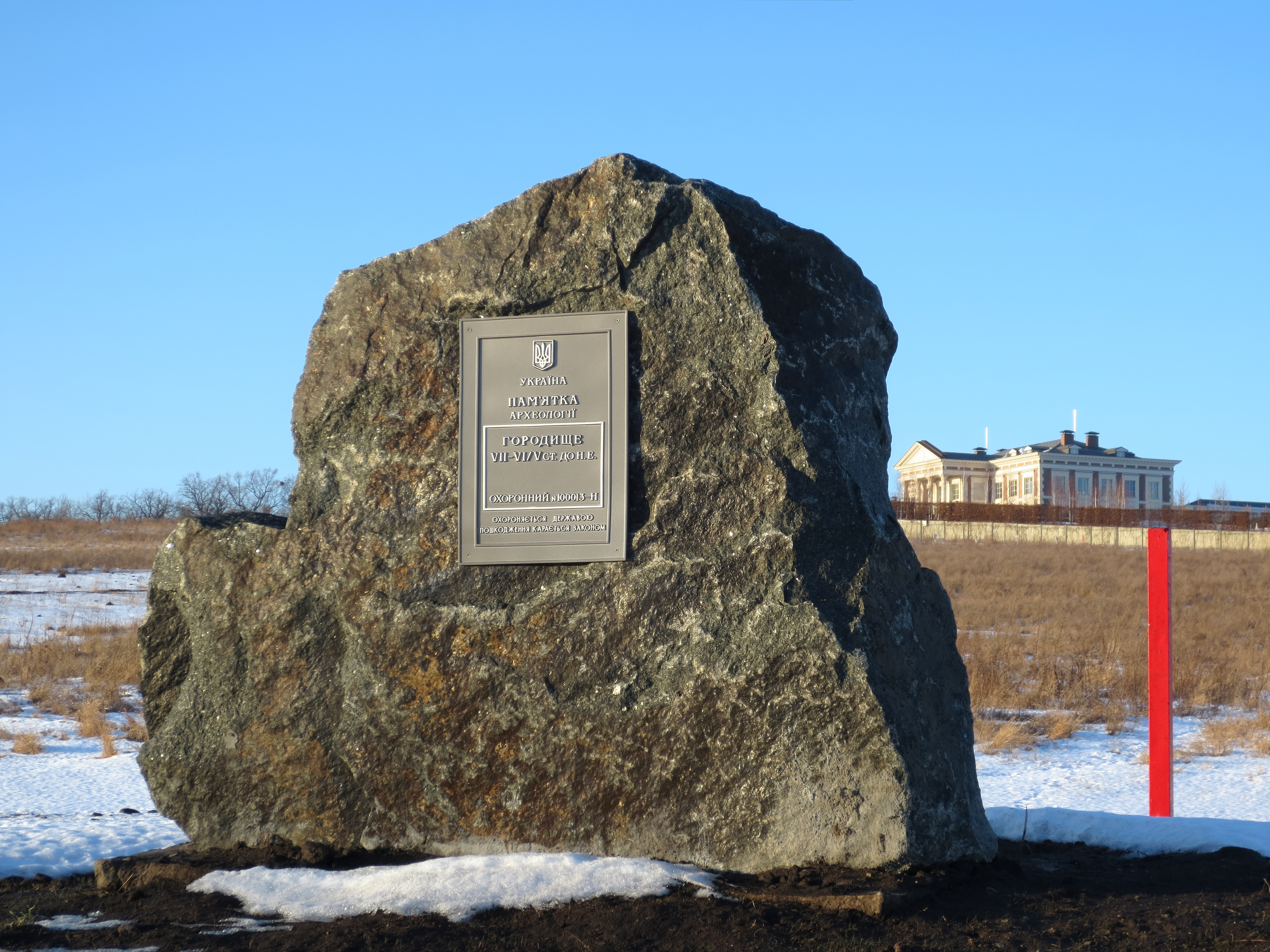
Охранный знак на юге городища (2017)

Панорама северо-западной части городища, 360°

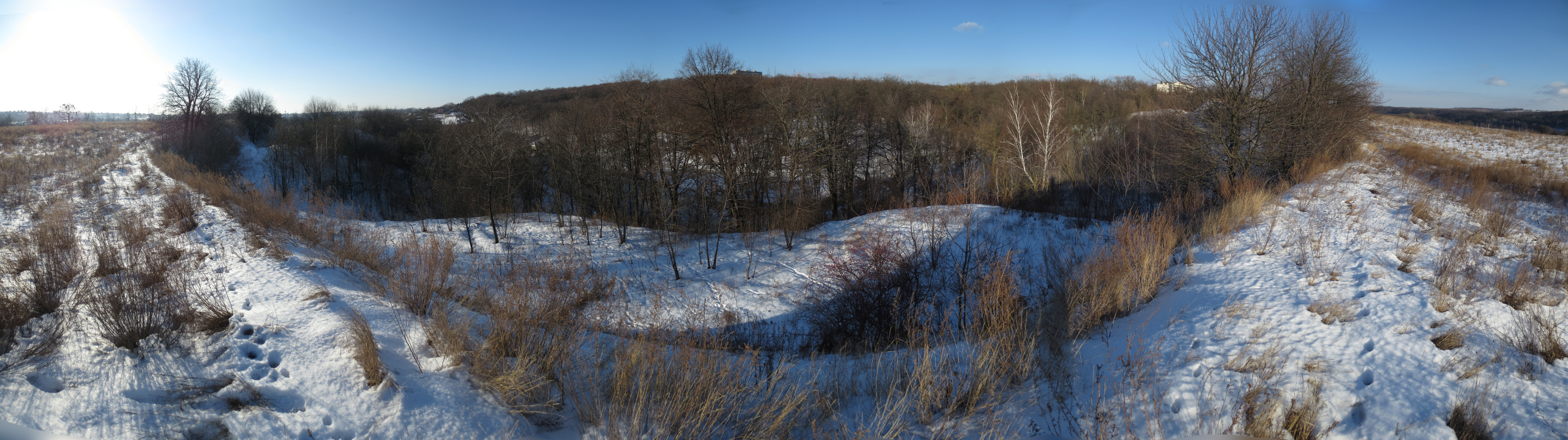
Панорама середины западного края городища

Панорама западного конца городища

## СМИ о проблемах городища
- Ященко А. Загадка Хотовского городища: кто разрушает памятник и зачем? — УНИАН, 28 октября 2009 р. (укр.)
- «Дом на костях». Расследование М. Опанасенко для проекта «Следствие. Инфо». 29 июня 2015 г. (укр.)
- «На курьих ножках». Расследование М. Опанасенко для проекта «Следствие. Инфо». 15 марта 2017 р. (укр.)
- Расследование «Наши деньги» 5 мая 2016 г. о захвате северо-западного участка городища. (укр.)
- Видеосъёмка дворца на городище с дрона